# Комбинат
Комбинатът (от латински: combinatus – съединен) е обединение, юридическо лице, на стопански (главно промишлени) предприятия – заводи, фабрики и др. Терминът е широко използван в СССР и други социалистически страни.
Най-често такива предприятия са от технологично свързани сродни промишлени отрасли, в които продукция на дадено предприятие служи за суровина или материал за друго.
В други случаи комбинатът представлява обединение на дребни производства (или работници) за осигуряване на комплексно обслужване. Например Комбинатът за хранене Кировски (ОАО «Комбинат питания „Кировский“») предлага училищно и социално хранене в Кировски район на Санкт-Петербург. Терминът промкомбинат (от „промишлен комбинат“) се използва в НРБ в значение на предприятие за промишлени услуги и производства.
Производният термин учебен комбинат се използва в СССР за обединено учебно заведение, предимно в професионалното образование.
Примери:
- минно-обогатителен комбинат – предприятие за добив на полезни изкопаеми и обогатяване на техни руди
- металургичен комбинат – комплексно предприятие за добив на метали от обогатени руди и изработка на изделия
- машиностроителен комбинат
- строително-монтажен комбинат
- химически комбинат